# Томас Мюре
Томас Мюре (норв. Thomas Myhre, нар. 16 жовтня 1973, Сарпсборг) — норвезький футболіст, що грав на позиції воротаря.
Виступав, зокрема, за клуби «Вікінг» та «Евертон», а також національну збірну Норвегії, у складі якої був учасником чемпіонату світу та Європи.

## Клубна кар'єра
Народився 16 жовтня 1973 року в місті Сарпсборг. Вихованець футбольної школи клубу «Мосс». Дорослу футбольну кар'єру розпочав 1991 року в основній команді того ж клубу, в якій провів два сезони у другому за рівнем дивізіоні країни.
На початку 1993 року перейшов у клуб вищого дивізіону «Вікінг», який саме шукав воротаря після уходу Ларса Геуте Бе. Це дозволило Мюре відразу стати основним воротарем команди зі Ставангера, пробувши у цьому статусі повних три сезони. Увесь сезон 1996 Мюре пропустив через травму, але на наступний розіграш знову був основним голкіпером команди.

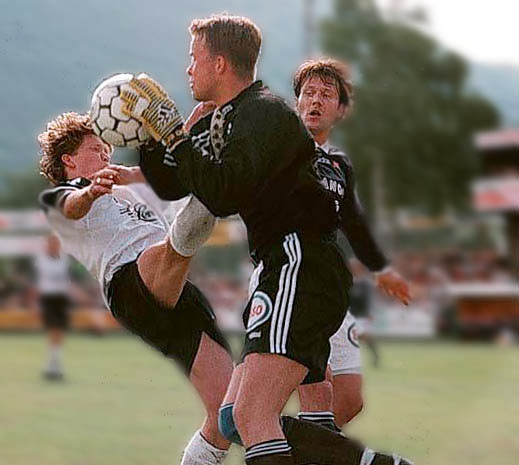
Томас Мюре під час гри за «Вікінг».

У листопада 1997 року за 700 тис. фунтів перейшов у англійський «Евертон», де мав замінити надвікового Невілла Саутолла. Мюре дебютував у Прем'єр-лізі 6 грудня у зустрічі проти «Лідс Юнайтед» (0:0) і півтора сезони він був головним воротарем команди. Влітку 1999 року Мюре отримав травму щиколотки, тому на ворота став дублер Пол Джеррард, який зумів себе проявити і після відновлення Мюре не зміг повернути своє місце в основі, через що в подальшому змушений був здебільшого подорожувати по орендах, погравши за шотландський «Рейнджерс», англійські «Бірмінгем Сіті» та «Транмер Роверз», а також данський «Копенгаген», з яким виграв національний чемпіонат.
У 2001 році Мюре перейшов в турецький «Бешикташ», але після одного сезону повернувся назад до Англії і у липні 2002 року став гравцем «Сандерленда». Там норвежець змушений був сидіти в запасі за воротарем Томасом Серенсеном, тому знову був відданий в оренду, на цей раз у «Крістал Пелес». Після відходу Серенсена Мюре провів сезон 2004/05 в основі «Сандерленда», зігравши 31 матч і виграв з командою Чемпіоншип, вийшовши на наступний сезон до англійської Прем'єр-ліги. Тим не менш у червні 2005 року контракт з «Сандерлендом» закінчився і сторони вирішили його не продовжувати.
21 липня 2005 року Мюре перейшов в «Фредрікстад» на правах вільного агента. Але зігравши лише три гри у чемпіонаті, вже 8 серпня 2005 року він повернувся до Англії, підписавши дворічний контракт з «Чарльтон Атлетиком», оскільки керівництво цього клубу шукало заміну травмованому Діну Кілі. Мюре починав як дублер Стефана Андерсена, але у грудні зумів стати основним воротарем і залишався ним до кінця сезону, в кому клуб зайняв 13-те місце у Прем'єр-лізі, а сам Мюре у 10 іграх залишав свої ворота в недоторканності. Втім перед новим сезоном 2006/07 головний тренер клубу Алан Кербішлі покинув посаду і Мюре знову став другим голкіпером, а місце в основі отримав орендований Скотт Карсон.
У 2007 році Мюре повернувся до свого колишнього клубу «Вікінг», де цього разу не зміг зіграти багато матчів, оскільки через тривалу травму пропустив майже весь сезон 2008. У лютому 2010 року клуб розірвав з ним контракт.
5 березня 2010 року Мюре став гравцем клубу «Конгсвінгер», де провів свій останній сезон у кар'єрі і завершив професійну ігрову кар'єру 11 березня 2011 року.

## Виступи за збірну
22 квітня 1998 року дебютував в офіційних матчах у складі національної збірної Норвегії в Копенгагені проти збірної Данії (2:0), а вже влітку того ж року поїхав з командою на чемпіонату світу 1998 року у Франції. На «мундіалі» був дублером Фроде Гродоса, тому на поле не виходив.
Натомість вже через два роки на чемпіонаті Європи 2000 року у Бельгії та Нідерландах Мюре був основним воротарем команди і відстояв «на нуль» два матчі групового етапу з Іспанією (1:0) і Словенією (0:0), але єдиний пропущений гол від Саво Милошевича в грі проти Югославії (0:1) не дозволив норвежцям вийти у плей-оф.
У відбірковому турнірі до Євро-2004 Мюре зіграв тільки один матч — завадила травма, а у відбірковому етапі до чемпіонату світу 2006 року відіграв 11 матчів з 12, але збірна Норвегії не кваліфікувалася у фінальну стадію, програвши стикові матчі.
Після невдалого матчу 28 березня 2007 року зі збірною Туреччини (2:2) в рамках відбору до Євро-2008 Мюре вирішив завершити кар'єру в збірній країни. Всього протягом кар'єри у національній команді, яка тривала 10 років, провів у формі головної команди країни 56 матчів.

## Титули і досягнення
- Воротар року в Норвегії: 1994